# Joe Lee Wilson
Joe Lee Wilson (* 22. Dezember 1935; † 17. Juli 2011) war ein US-amerikanischer Jazzsänger.

## Leben und Wirken
Joe Lee Wilson hat afroamerikanische und indianische Wurzeln. Er wuchs auf der elterlichen Farm bei Bristow (Oklahoma) auf. Zu seinen frühen Einflüssen gehörte der Gesang von Louis Jordan, den er im Radio hörte, schließlich Nat King Cole und Dinah Washington. Mit 15 Jahren zog er nach Los Angeles, wo seine Tante lebte. Dort lernte er den Jazzsänger Eddie Jefferson kennen. Nach kurzem Gesangsstudium am Los Angeles City College begann er in der Clubszene von Santa Monica aufzutreten. Erste Engagements hatte er bei Fletcher Hendersons Saxophonisten Roscoe Weathers. Ab 1959 arbeitete er in Mexico, wo er mit der Sängerin Ernestine Anderson auftrat, die ihm Kontakte in New York vermittelte. Dort stieß er auf die Free-Jazz- und Avantgarde-Szene um Archie Shepp, Amiri Baraka und Sunny Murray, außerdem arbeitete er mit Sonny Rollins, Lee Morgan, Miles Davis, Pharoah Sanders und Jackie McLean. 1968 erhielt er einen Plattenvertrag bei Columbia Records, aber das Label veröffentlichte keine seiner Aufnahmen. In den 1970er Jahren mietete er ein Gebäude in der Bond Street, nahe bei Sam Rivers’ Rivbea-Loft und schuf den Veranstaltungsort The Ladies’ Fort, außerdem eine Vereinigung der dort bestehenden Lofts und organisierte ein regelmäßig stattfindendes Musikfestival. Das Ladies' Fort schloss 1979.
Zu Wilsons bekanntesten Aufnahmen mit Shepp gehörten die Alben Things Have Got to Change (1971) und Attica Blues (1972). Im selben Jahr entstand der Mitschnitt einer Live-Radioshow (Livin' High Off Nickels and Dimes) an der Columbia University; 1975 hatte er einen Hit bei New Yorker Radiostationen mit Jazz Ain't Nothing But Soul.
1977 heiratete er die Engländerin Jill Christopher und zog nach Europa, wo er gelegentlich mit den Pianisten Bobby Few, Billy Gault und Kirk Lightsey arbeitete, der auch an seinem Album Feelin' Good (Candid Records) mitwirkte. 2004 folgte das Album Ballads for Trane mit Gianni Basso und Riccardo Arrighini, das an die Zusammenarbeit von Johnny Hartman und John Coltrane erinnerte. 2010 wurde er in die Oklahoma Jazz Hall of Fame aufgenommen.

## Diskographische Hinweise
- 1974: Livin' High Off Nickels & Dimes (Oblivion Records)
- 1976: Shout For Trane (Whynot Records)
- 1977: Secrets from the Sun (Sun Records)
- 2008: Ballads for Trane (Philology)
- 2008: I Believe (Philology)